# لويز هنرييت فرانسواز دي لورين
لويز هنرييت فرانسواز دي لورين (بالفرنسية: Louise Henriette Françoise de Lorraine)‏ هي أرستقراطية فرنسية، ولدت في 1707، وتوفيت في 31 مارس 1737 في باريس في فرنسا.